# FMK-3

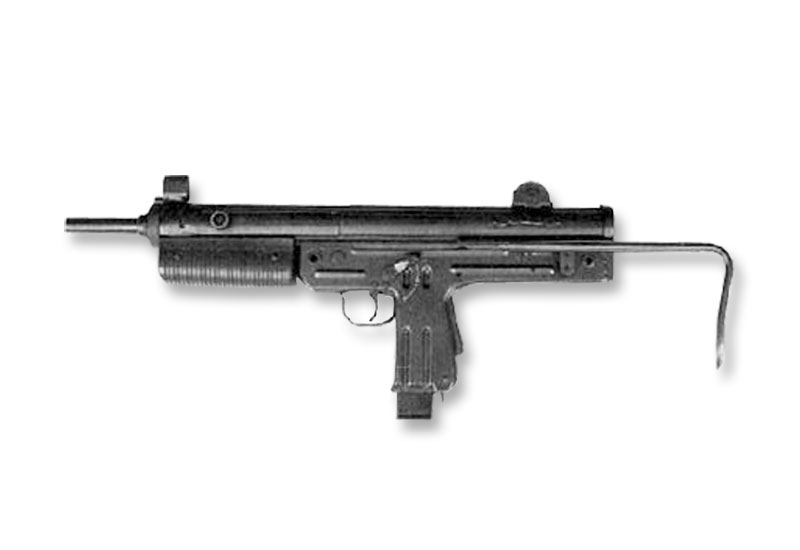

Le FMK-3 est un pistolet mitrailleur de conception argentine et actuellement règlementaire dans ce pays (armée, gendarmerie et police).

## Présentation
Ce pistolet mitrailleur tire la munition de 9 mm Parabellum. C'est une synthèse de l'Uzi et du M3A1 Grease gun : deux armes déjà en service dans son pays d'origine. Il reprend de l'arme israélienne son organisation (chargeur dans la poignée pistolet centrale) et de l'arme américaine sa construction entièrement métallique et sa crosse trombone rétractable. Il possède une hausse basculante (50/100 m) et un guidon à lame. Sa précision est d'environ 12 cm à 50 mètres.

## Production et diffusion
Adopté en 1974 par l'armée et la police argentine, le FMK-3 est produit par la firme FM (Fabricaciones Militares) dans les locaux de la FMAP "DM" (Fabrica Militar de Armas Portatiles "Domingo Matheu"). Il en existe une version ne tirant qu'en coup par coup pour le marché civil : le FMK-5. Il a connu le feu lors de la Guerre des Malouines puis des Guerres de Yougoslavie (aux mains des Croates).

## Données numériques
| Munition        | Cadence de tir théorique | Longueur                               | Canon | Masse à vide | Chargeur            |
| --------------- | ------------------------ | -------------------------------------- | ----- | ------------ | ------------------- |
| 9 mm Parabellum | 650 coups par minute     | 69,3 cm/52,3 cm avec la crosse rentrée | 29 cm | 3,4 kg       | 25/32/40 cartouches |

## Fiction
Le FMK-3 apparaît dans Coplan et la Filière argentine : 5e épisode d'une série TV diffusée par Antenne 2 en 1989-1991 (avec Philippe Caroit dans le premier rôle).